# Susanna Bartilla
Susanna Bartilla Berlinben  1976-ban született, Párizsban élő francia dzsesszénekesnő.

| Susanna Bartilla                          | Susanna Bartilla                          |
| Kattints az alábbi külső linkek egyikére! | Kattints az alábbi külső linkek egyikére! |
| ----------------------------------------- | ----------------------------------------- |
| Nem található szabad kép.(?)              |                                           |
| külső link · jogvédett                    | Susanna Bartilla                          |

## Pályafutása
A berlini születésű francia énekesnő, Susanna Bartilla, aki Ella Fitzgerald, Billie Holiday, Peggy Lee hangjai szerint énekelgette a Great American Songbook dalait: mindig is tudta, hogy dzsesszénekesnő lesz. Nagyapja cigány volt. A dzsessz iránti feltétlen szeretetet az énekes, szaxofonos édesapjától örökölte, aki kiskorától kezdve rendszeresen elkísérte élőzenét hallgatni.
Gyermekkorában altszólamot énekelt egy kórusban. 18 évesen Párizsba költözött és operaénekesnek tanult. Miután néhány évet turnézott és hangfelvételeket készített egy profi barokk énekegyüttessel. Értékes színpadi tapasztalatokat szerzett. Dzsesszéneklést tanult a neves Edinburgh Jazz Schoolban (EJBF). Partnerei a legjobb francia és amerikai énekesek voltak.
Azóta a klubok és fesztiválok közönsége előtt 32 bárban élvezik Susanna interpretációit minden idők legszebb dzsessz-sztenderdből.

## Albumok
- 2007: So Viel Glück
- ? The Look of Love
- ? Live au Sunside
- ? I Love Lee[1]
- 2024: Meditations on Love